# Hannibal (red)

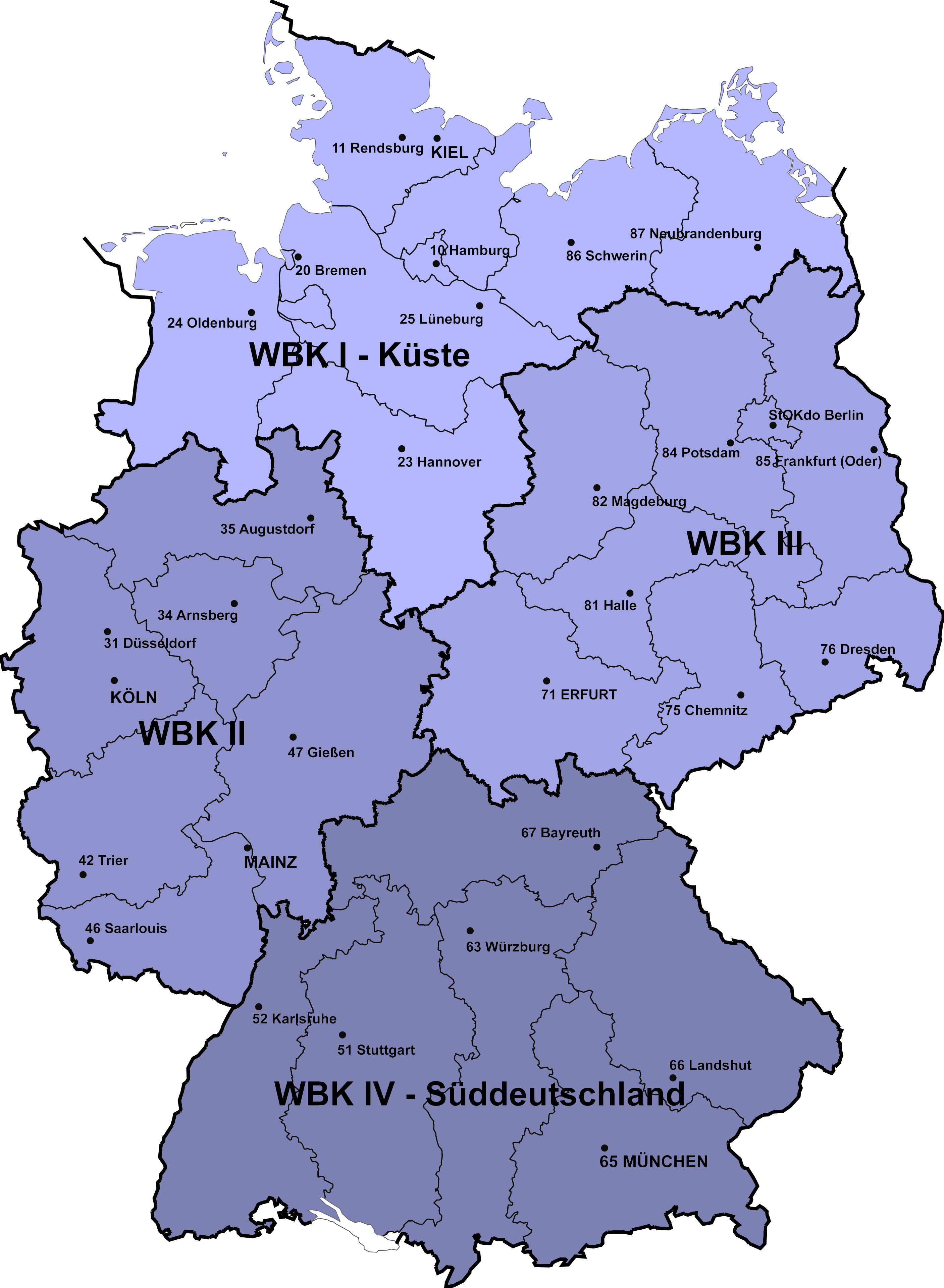
Áreas de responsabilidad del ejército alemán Wehrbereichskommandos, el cual sirvió como modelo para las divisiones regionales del grupo

Hannibal fue el nombre de una red ultraderechista de grupos e individuos preparacionistas de Alemania, Austria, y Suiza que, a través del servicio de mensajería instantánea Telegram, se coordinaron de cara al derrumbamiento del gobierno en lo que dieron en llamar  "Tag X" ("Día X"). Fundada en 2015, la red fue objeto de una investigación por parte de las autoridades alemanas en 2017, momento en que su fundador ordenó la eliminación de los grupos de chat. Sin embargo, los gobiernos aún están investigando a miembros de grupos relacionados con Hannibal.

## Historia
El nombre tuvo su origen en el alias en línea de André Schmitt, un suboficial del Mando de Fuerzas Especiales, quién fundó, administró y coordinó los inicios de la red en otoño de 2015. Schmitt filtró en la Hannibal información confidencial sobre el estado de la seguridad en Alemania. Algunos de los grupos relacionados con dicha red desarrollaron planes concretos para perpetrar acciones violentas el "Día X", preparando refugios, acumulando armas y munición y compilando listas de enemigos políticos. Entre los participantes había reservistas del ejército, agentes de policía, jueces, miembros del Comando de Intervenciones Especiales (SEK)  y otras autoridades del ámbito de la seguridad. Los medios informativos alemanes compararon el grupo a las células nacionalistas dentro del ejército alemán que se confabularon para derrocar la democracia en los años 20, llamándolo un "ejército en la sombra". Schmitt declaró en 2016 que la red tuvo alrededor de 2,000 miembros en total.
En Alemania, la red de chats estaba subdividida en cuatro grupos regionales (norte, sur, este y oeste), siguiendo la división geográfica que sigue el modelo de las antiguos comandos militares por distritos. Había también grupos separados en Suiza y Austria.

## Investigación de gobierno
Según sus propias declaraciones, la Oficina Federal para la Protección de la Constitución ya tenía conocimiento de al menos algunas partes de la red al final de 2016. Otras autoridades alemanas empezaron investigar "Hannibal" en 2017, durante la investigación a Franco Albrecht respecto a la conspiración del Día X. Albrecht, quien está acusado de haber planeado operaciones de bandera falsa, fue un miembro de la red. Una vez que Schmitt se enteró de la investigación, inmediatamente ordenó la eliminación de los grupos de chat. Las investigaciones sobre la red han desembocado en varias redadas policiales, incluyendo intervenciones de sitios a los que Schmitt se había referido como potenciales "casas seguras" en los grupos de Hannibal. En una de estas redadas se descubrieron explosivos y componentes de explosivos almacenados en una bodega propiedad de sus padres. Schmitt fue juzgado y sentenciado a una multa de 1800 Euros.
En julio de 2020 todavía había investigaciones en curso sobre varios de los miembros de grupos afiliados con "Hannibal".